# Turkana (folk)
För andra betydelser, se Turkana.
Turkana är ett nilotiskt folk i distriktet Turkana i nordvästra Kenya. Området gränsar till Turkanasjön i öster, Pokot, Rendille och Samburu i söder, Uganda i väster, och Sydsudan och Etiopien i norr. 
Enligt den kenyanska folkräkningen 2009 består Turkana av 855 999 personer, eller 2,5% av den kenyanska befolkningen, vilket gör Turkana till den tredje största nilotiska folkgruppen i Kenya, efter kalenjin och luo, något fler än massajer och den tionde största etnicitet i hela Kenya.
Turkanaspråket, ett östnilotiskt språk, kallas också Turkana; eget namn för det är ŋaTurkana eller aŋajep en ŋaTurkana. Turkana kallar sig själva ŋiTurkana (Turkana). Namnet betyder Turkanafolket. De är i huvudsak halvnomadiska herdar.
Turkana är kända för att föda upp kameler och korgtillverkning. I sina muntliga traditioner kallar de sig den grå tjurens folk, efter Zebun, vars domesticering spelade en viktig roll i deras historia. Under de senaste åren har biståndsprojekt inletts som syftar till att införa fiske bland Turkana med mycket begränsad framgång vilket delvis kan förklaras av ett tabu i vissa delar av Turkanasamhället.
Kända Turkana inkluderar Paul Ereng, 1988 års olympiska mästare på 800 meter och modellen Ajuma Nasenyana. 

## Klädsel
Traditionellt klär sig både män och kvinnor i wraps/saronger gjorda av rektangulära vävda material och djurhudar. Idag tillverkas oftast dessa dukar inte lokalt utan de masstillverkas i Nairobi, eller någon annanstans. Ofta bär män sina wraps som tunikor, med ena änden ansluten till den andra över höger axel, och de har handledsknivar av stål och getskinn. Män bär också pallar (så kallade ekicholong) och använder dessa som enkla stolar istället för att sitta direkt på den heta marken. Dessa pallar fungerar också som nackstöd eller för att hålla huvudet höjt från sanden och skydda eventuella ceremoniella huvuddekorationer från att skadas. Det är inte heller ovanligt att män bär flera stavar; en för promenader och balans när du bär last; den andra, vanligen smalare och längre, används för att valla boskap. Kvinnor bär traditionellt halsband, och rakar håret helt, ofta med pärlor knutna till de lösa ändarna av håret. Även män rakar sitt hår. Kvinnor bär två tygstycken, en är lindade runt midjan medan den andra täcker toppen. Traditionellt är kvinnors underkläder läderwraps täckta med pärlor av strutsäggskal.
Turkana har genomarbetade kläder och klädstilar. Kläder används för att skilja mellan åldersgrupper, utvecklingsstadier, tillfällen och status.
Idag har många Turkana antagit västerländsk klädsel. Detta är särskilt framträdande bland både män och kvinnor som lever i stadskärnorna i hela Turkana.

## Boskap
Turkana är beroende av flera floder, såsom Turkwel River och Keriofloden. När dessa floder översvämmas täcks de omgivande landområdena av nya sediment och förses på så sätt med näring och vatten. När floderna torkar upp grävs brunnar i flodbädden. Det finns få, om några, kommunalt anlagda brunnar, och ofta måste familjer resa flera timmar för att få vatten till sin boskap och sig själva.
Boskap är en viktig aspekt av Turkanakulturen. Getter, kameler, åsnor och zebu är de boskapsdjur som Turkanafolket föder upp. Boskap fungerar inte bara som en källa för mjölk och kött, utan den används även som form valuta och är en viktig del i samband med brudprisförhandlingar och hemgift. Ofta kommer en ung man att få en enda get för att starta sin djurhållning. Så småningom, när han har samlat tillräckligt boskap, kan djuren användas för att förhandla om hustrur. Det är inte ovanligt att Turkanamän har flera fruar.

## Mat
Turkana förlitar sig på sina djur för mjölk, kött och blod. Vilda frukter samlas av kvinnor från buskarna vilka sedan kokas i 12 timmar. Slaktade getter tillreds över öppen eld och bara deras inälvor och hud avlägsnas. Turkana handlar ofta med sina grannfolk; Pokots för att få majs och bönor, Marakwet för tobak och Maasai för majs och grönsaker. Från städerna köper de te till sitt mjölkte. På morgonen äter man majsgröt med mjölk, medan lunch och middag vanligen majsgröt med en gryta. Zebu äts bara under festivaler medan get konsumeras oftare. Fisk är tabu för en del av de Turkanaklaner. Efter jakten går männen ut igen för att samla honung vilket är den enda sötsak Turkana använder.

## Hus
Husen är byggda över en kupolformad träram som sedan täcks med till exempel ormbunksblad av Doumpalmträdet Hyphaene thebaica, hudar eller skinn. Huset är stort nog att rymma en familj med sex personer. Vanligtvis under regnperioden är de avlånga och täckta med kospillning. Djuren hålls i en mindre hage avgränsad av buskar. På grund av förändringar i klimatförhållandena har idag de flesta Turkana övergett de traditionella husen och metoderna för boskapsskötsel till förmån för mer industriella metoder.

## Traditionell religion
Man kan inte dra en tydlig gräns mellan det sakrala och det profana i Turkanasamhället. Religionen hänger tätt samman med religionen den sociala strukturen. Turkanafolket är boskapsskötare vars liv formas av det extrema klimat där de bor. Varje dag måste användas för att finna vatten, mat, boskap, fruar, barn-på ett sätt som är förenligt med förfädernas andar. Följer man traditionerna (ngitalio) på ett korrekt sätt i det dagliga livet kommer detta att leda till välsignelse. Välsignelse förstås vara en ökning av rikedom, vilket kan mätas i boskap, barn, fruar eller mat.
Turkanafolket tror på ett högre väsen som heter Akuj. Inte mycket är känt om Akuj annat än det faktum att han ensam skapade världen och har kontroll över livets välsignelser. Det finns också en förfäderstro, ngipean eller ngikaram, men förfäderna ses som illvilliga, de ska blidkas när de är missnöjda vilket sker genom djuroffer. När de är retade eller oroliga händer det att förfäderna besätter människor i familjen för att genom dessa verbalt kommunicera med familjen. Det finns också en tro på en annan form av "förfader", Ekipe, som ses som mycket mer aktiv i vardagen för människor, men bara på ett negativt sätt. Det finns ett starkt behov av att skydda sin familj och sig själv från Ekipe. Kristna Turkana och missionärer likställer Ekipe med djävulen vilket medfört ett skifte från den traditionella uppfattningen om ekipe från "en ond ande" till "den onde." Turkana religiösa specialister, ngimurok, fortsätter att fungera som mellanhänder mellan levande människor och förfäder och även att hjälpa till att lösa problem i samhällen.
Som i de flesta afrikanska traditionella religioner har de traditionella religiösa specialisterna i Turkana en aktiv del i nästan varje samhällsevenemang. Ngimurok hjälper till att identifiera både källan till det onda, sjukdom eller andra problem som presenterar sig, och lösningen eller det specifika botemedel eller offer som behöver ske för att återställa ordningen i familjen och i samhället. Det finns olika typer av spåmän.

## Historia
Turkana kom till Turkana-bassängen från norr som en del av Ateker-konfederation. Konfederationen splittrades till följd av interna skillnader som leder till uppkomsten av olika oberoende grupper. Turkana människor dök upp som en segrande grupp. Segern i Turkana människor i denna konflikt ledde till fiendskap mellan Turkana människor och andra Atekergrupper. Dessa bildade militära allianser mot Turkana men Turkana segrade igen och de kunde expandera. På 1600-talet dominerade gruppen hela Turkana-bassängen.
Det var sedan en relativt lång period av fred i området runt Turkana fram till den europeiska koloniseringen av Afrika. Med den europeiska kolonisationen inleddes ett långvarigt motstånd mot en komplex fiende, britterna. Turkana bedrev ett aktivt motstånd mot britterna vilket resulterade i en passiv närvaro av den koloniala administrationen. Vid första världskriget utbrott hade endast några få delar av Turkana satts under kolonial administration.
Från första världskriget fram till slutet av andra världskriget deltog Turkana aktivt i krigen som allierade till Storbritannien mot Italien vilket var en bidragande del till befrielsen av Abessinien från Italien.
Efter andra världskriget ledde britterna nedrustnings- och pacificeringskampanjer i Turkana. Den koloniala administrationen utövade en politik som innebar en segregering av Turkana genom att kategorisera Turkana-provinsen som ett slutet distrikt. Detta ledde till marginalisering och underutveckling fram till Kenyas självständighet.

## Galleri

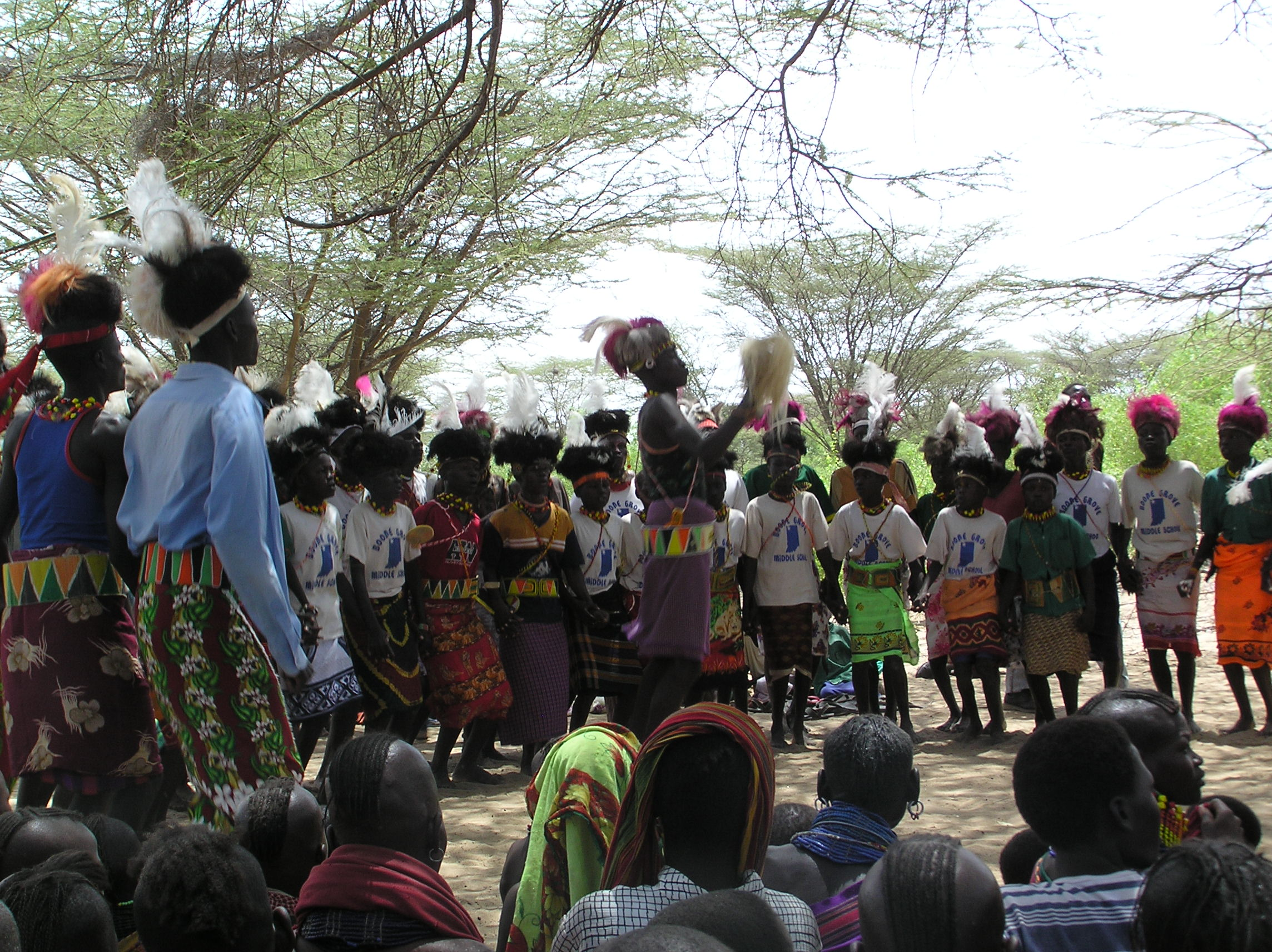
Traditionell Turkana dans framförs till skolbarn.
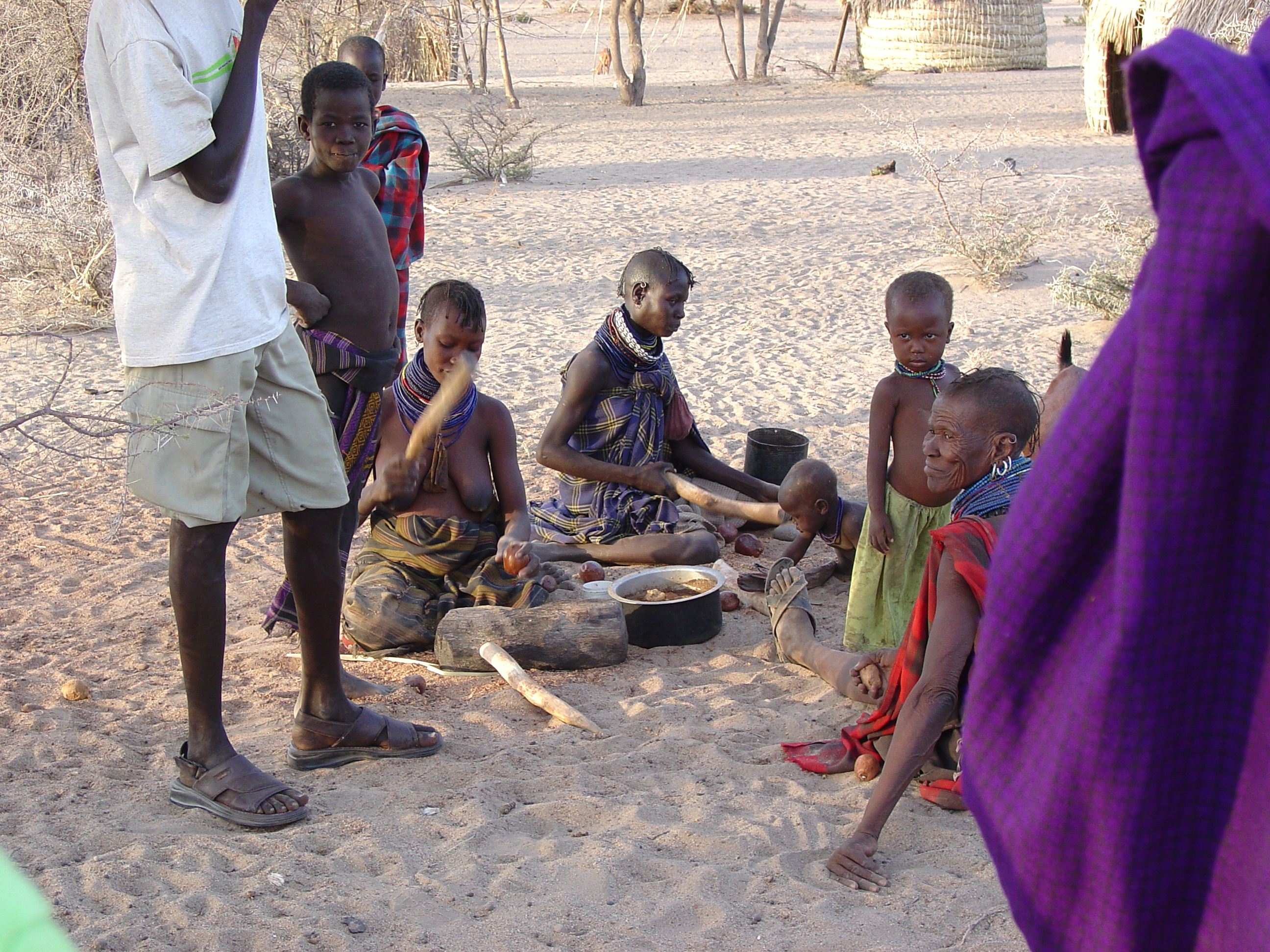
Turkanakvinnor stöter palmnötter.
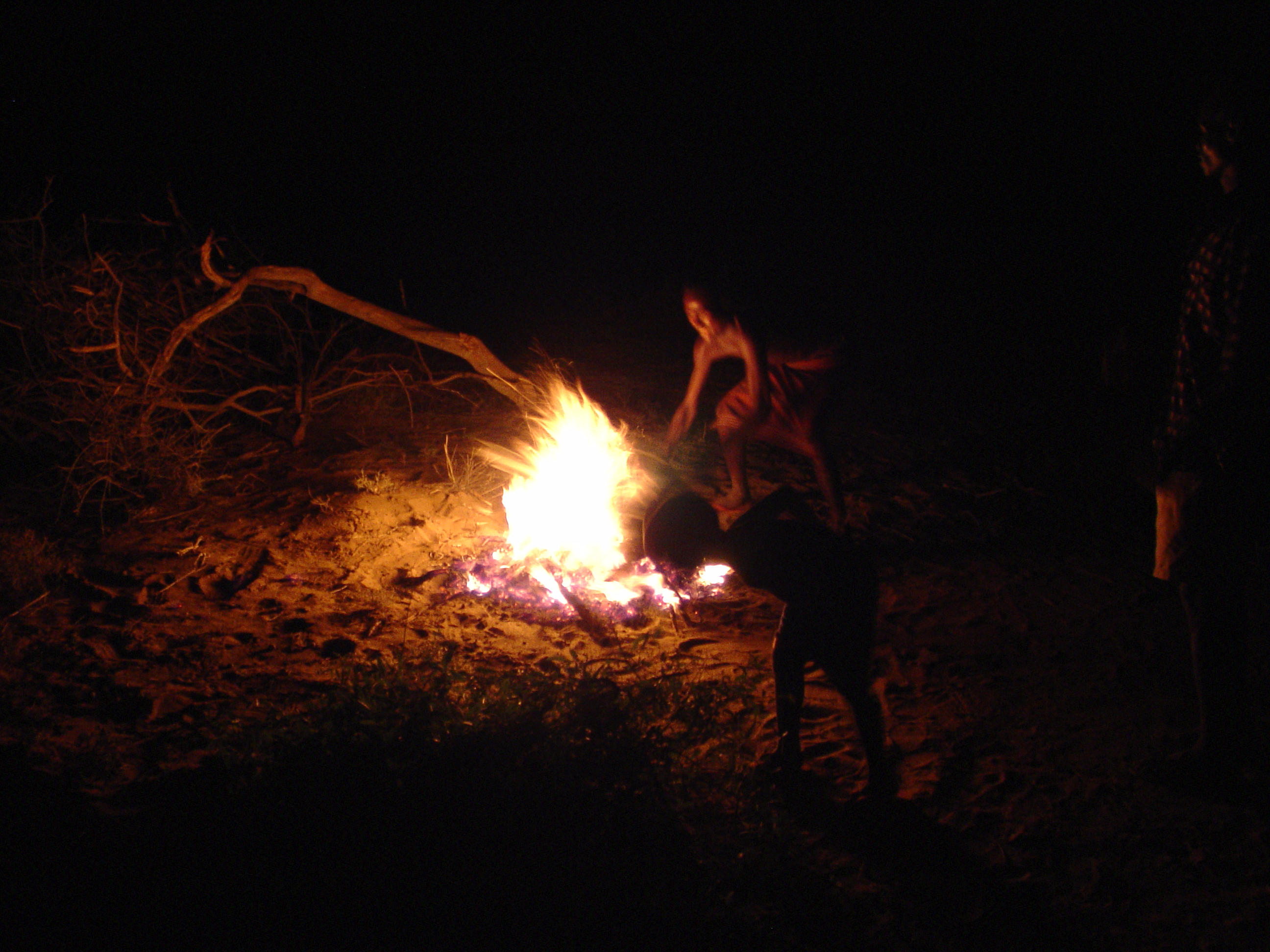
En get tillreds för middag.
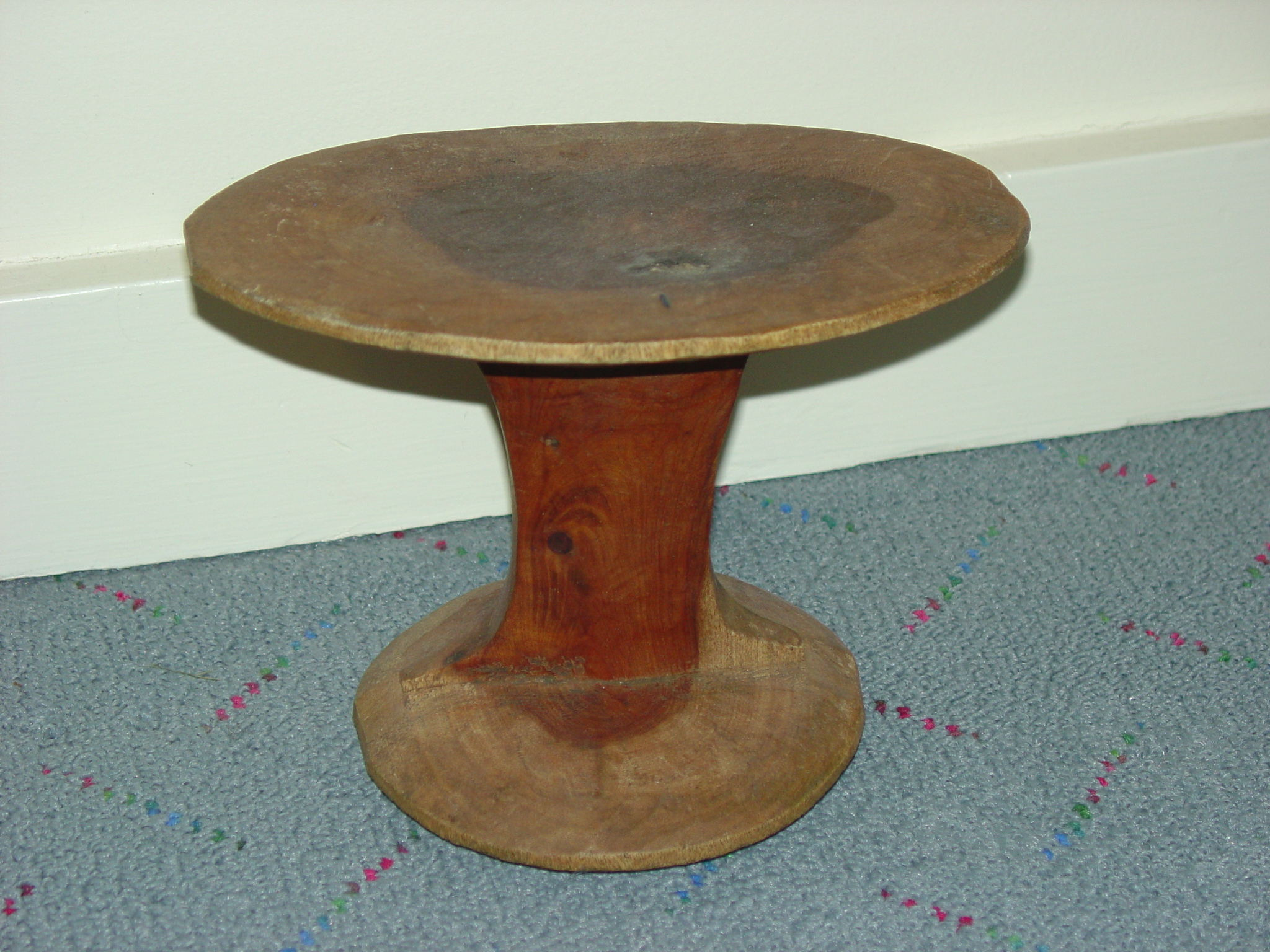
Träpall.
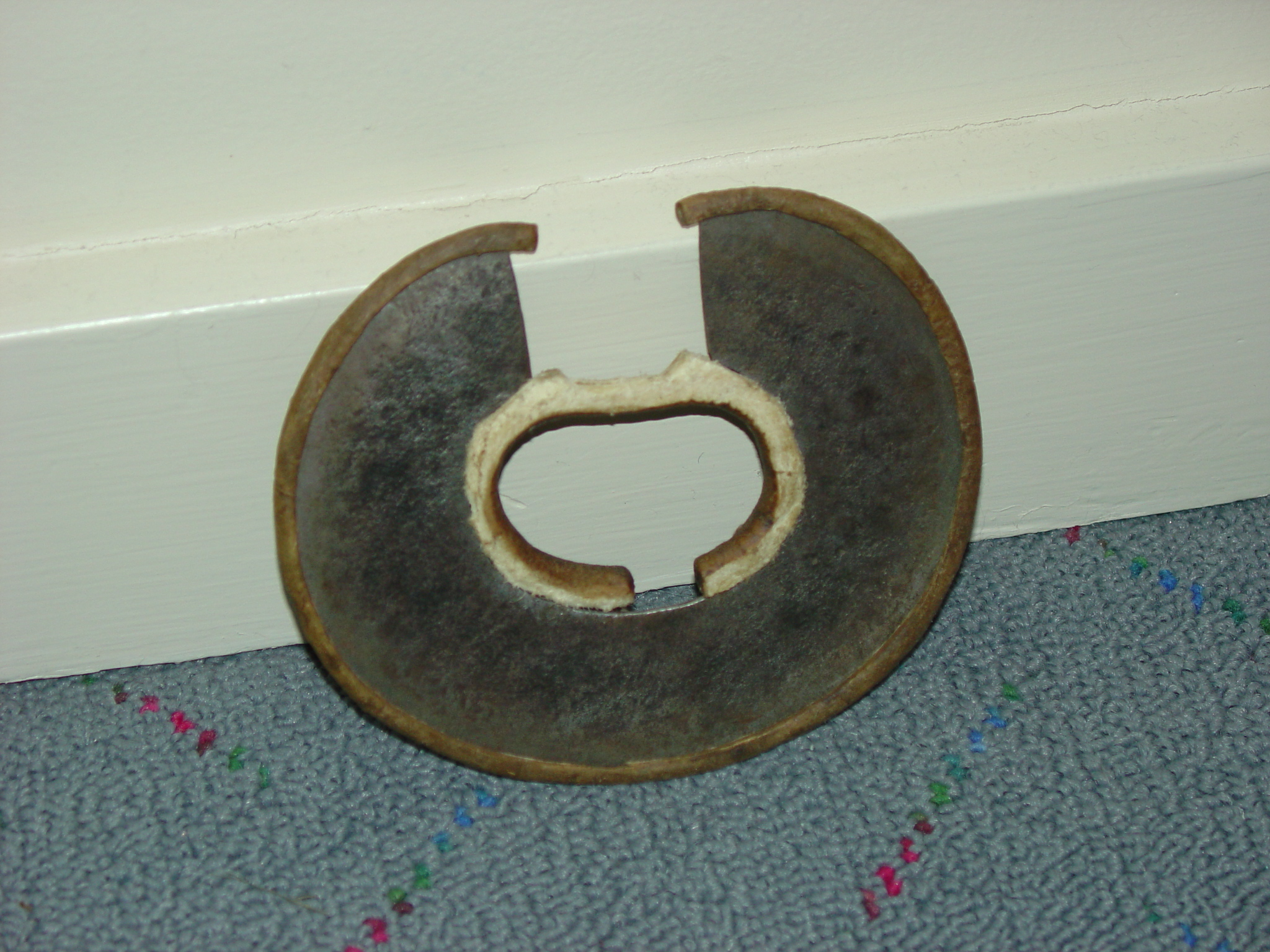
Handledskniv.
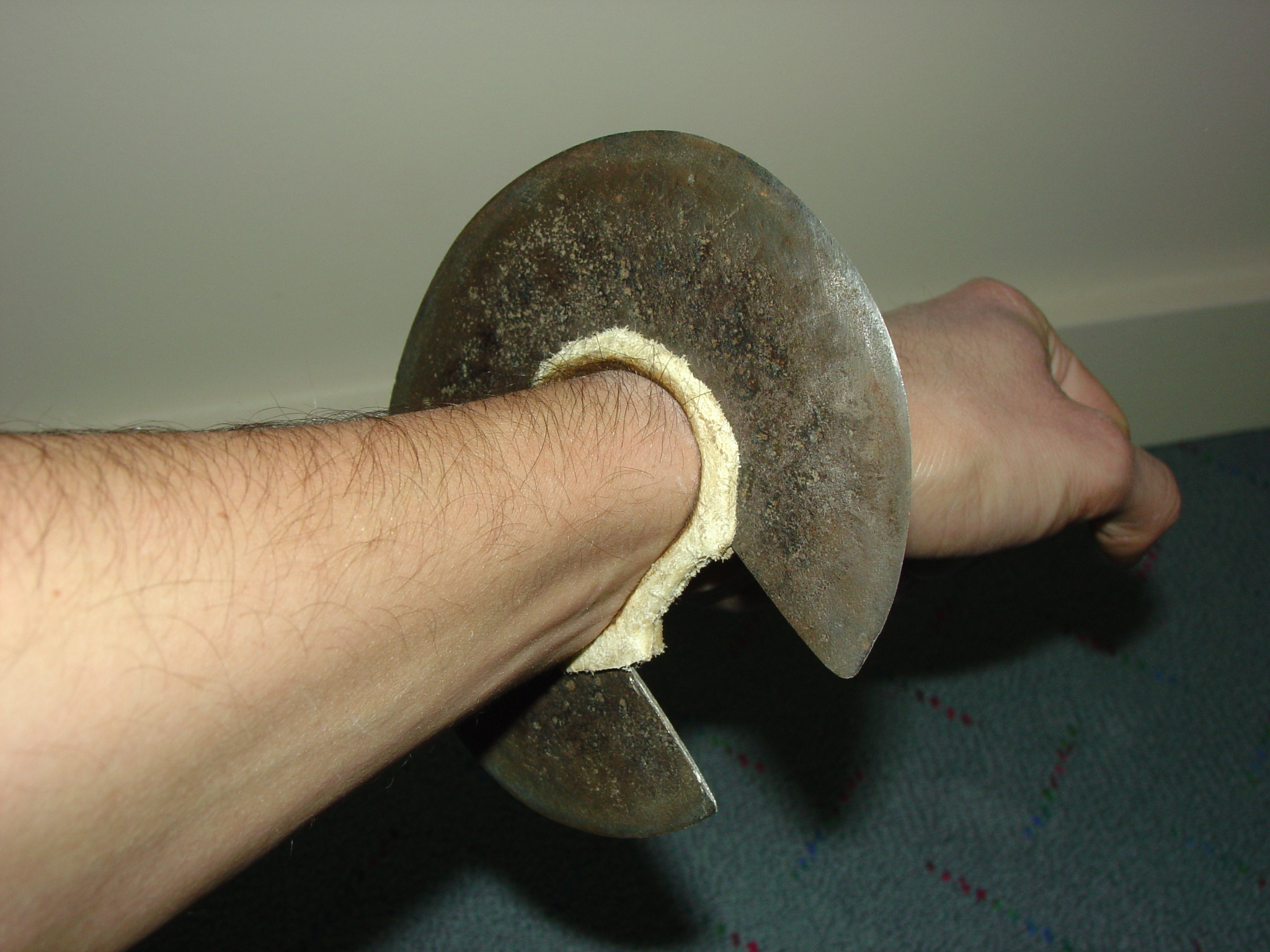
Demonstration av handledskniv.